# Novinářská práce v utajení
Novinářská práce v utajení je druh investigativní žurnalistiky, v rámci které se novinář stane členem společenství, jehož prostředí mapuje nebo vyšetřuje. Reportér při ní skrývá svou pravou identitu, a proto si někdy změní jméno. Využívá se v případech, kdy novináři již vyčerpali běžněji používané metody své práce.

## Historie
Průkopníkem práce v utajení ve Velké Británii byl novinář William Thomas Stead z Pall Mall Gazette. Když v 1885 zkoumal problematiku dětské prostituce, předstíral koupi 13leté dívky. Ve své době se tímto druhem investigativní žurnalistiky proslavila Nellie Bly, reportérka amerického New York World. V roce 1887 předstírala šílenství a nechala se na deset dní zavřít do ženského blázince na Rooseveltově ostrově v New Yorku, aby odhalila zdejší špatné podmínky a krutost personálu.
V roce 1977 použil Günter Wallraff práci v utajení dokonce proti vlastním kolegům, když se nechal zaměstnat jako Hans Esser v deníku Bild s cílem odhalit nevhodné novinářské praktiky.
Na počátku 21. století se novinářská práce v utajení používala pro rozkrývání korupce, k popisu špatného zacházení s uprchlíky nebo k odhalování nevyhovujících pracovních podmínek a nepřiměřeně nízkých mezd mnohých zaměstnanců.

## Česká republika
V České republice pracovala v rámci do té doby ojedinělého projektu v utajení půl roku Saša Uhlová. Jejím cílem bylo upozornit na špatné pracovní a životní podmínky lidí, kteří jsou v zaměstnání ohodnoceni velmi nízkou mzdou. Na základě její práce vznikla v roce 2017 série reportáží pro web A2larm a režisérka Apolena Rychlíková o jejích zkušenostech natočila dokument Hranice práce.
Česká televize ve svém kodexu uvádí, že její reportéři mohou při práci v krajních případech skrývat svou identitu. Nesmí při tom však porušit platné právní normy, ani nikoho poškodit. Musí také, hned jak je to po skončení jejich práce možné, dotčeným osobám uvést záležitost na pravou míru.